# Gli infedeli (film 2020)
Gli infedeli è un film del 2020 diretto da Stefano Mordini.
Con un cast corale che comprende Marina Foïs, Riccardo Scamarcio, Laura Chiatti, Valerio Mastandrea e Valentina Cervi, è un film a episodi, remake dell'omonima pellicola francese del 2012.

## Promozione
Il primo trailer del film viene diffuso il 9 luglio 2020.

## Distribuzione
La pellicola è stata distribuita sulla piattaforma Netflix a partire dal 15 luglio 2020.